# Indias next generation
Indias next generation er en dansk oplysningsfilm fra 2009, der er instrueret af Vibeke Becker Larsen og Julie Louise Jensen.

## Handling
Sushma Dayanand Hiwale er en meget enestående taxachauffør i Mumbai. Hun er nemlig kvinde i et mandsdomineret fag. Langs den lange række af de traditionelle sort-gule taxaer dukker kun mænd frem af bilerne. Er en ny generation af kvinder ved at overtage et mandeerhverv?